# Subunitate de pompieri

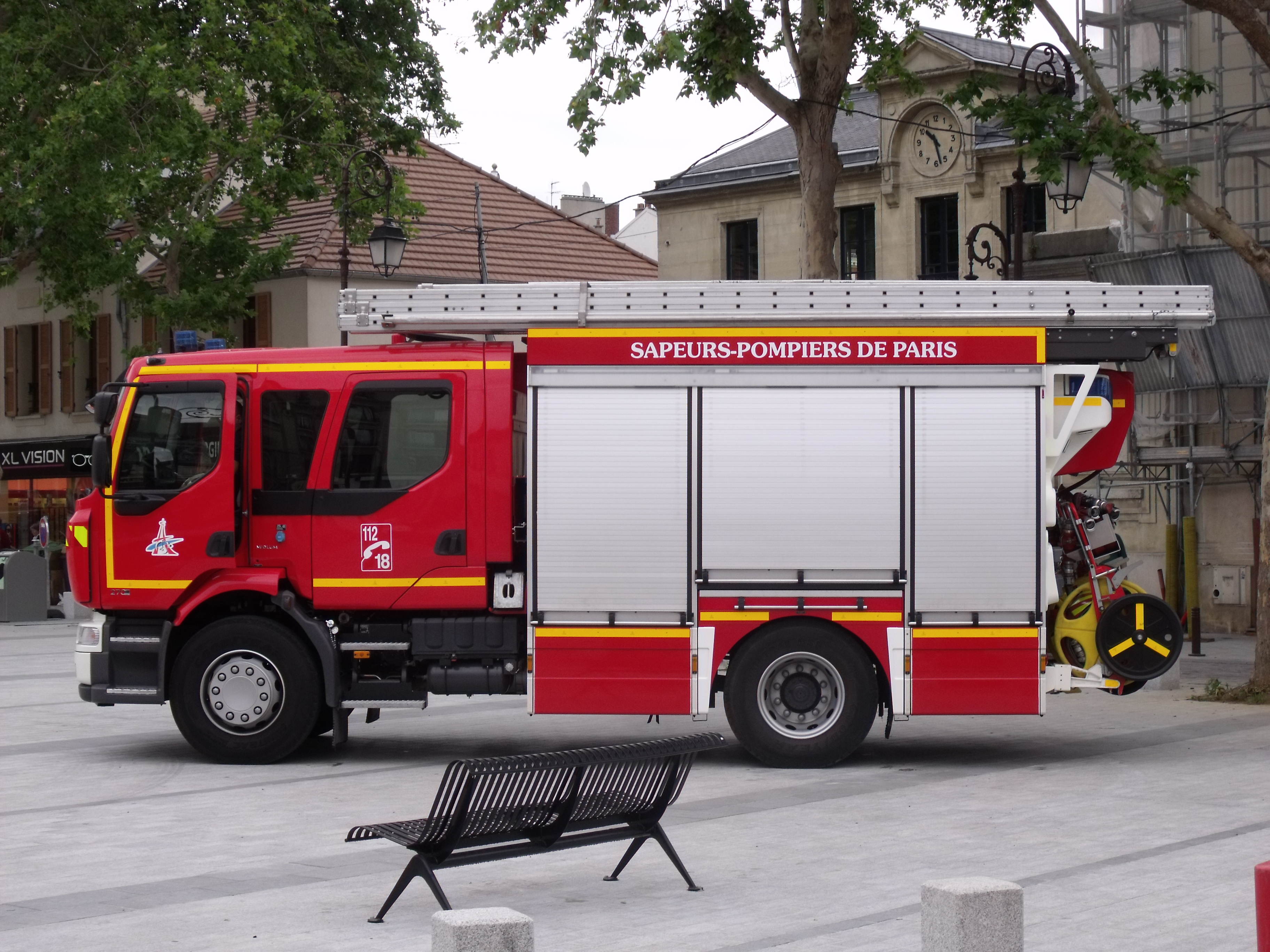
Autospecială pentru stingerea incendiilor(furgonetă) - Franța

Subunitatea de pompieri este locul în care își au sediul echipajele de intervenție în domeniul apărării împotriva incendiilor sau protecției civile, aflate în subordinea Inspectoratului Județean pentru Situații de Urgentă (I.S.U.) și care, intervin în zona de competență în caz de situație de urgență.

## Compunere
În raport cu natura riscurilor și frecvența de manifestare a acestora, se constituie subunități specializate de pompieri, de protecție civilă sau mixte. Pentru fiecare subunitate (detașament special, detașament, secție, stație, pichet) se stabilește un raion de intervenție sau un obiectiv de importanță deosebită.
- detașamentul are în subordine 7 - 8 echipaje de intervenție;
- secția de pompieri, de protecție civilă sau mixtă are în organică 5 - 6 echipaje de intervenție;
- stația de intervenție are în subordine 3 - 4 echipaje de intervenție;
- pichetul are în subordine 1 - 2 echipaje de intervenție;
- echipajul, respectiv echipa de intervenție specifice fiecărei/fiecărui autospeciale sau utilaj reprezintă modulul de bază al subunității.

## Conducere
Conducerea fiecărui detașament și a fiecărei secții se asigură de către un comandant, care, este subordonat ierarhic conform prevederilor legale.
La nivelul județului, subunitățile sunt conduse de un inspector șef din cadrul inspectoratului județean pentru situație de urgență. În exercitarea atribuțiilor sale, șeful inspectoratului emite ordine.

## Dotare
.

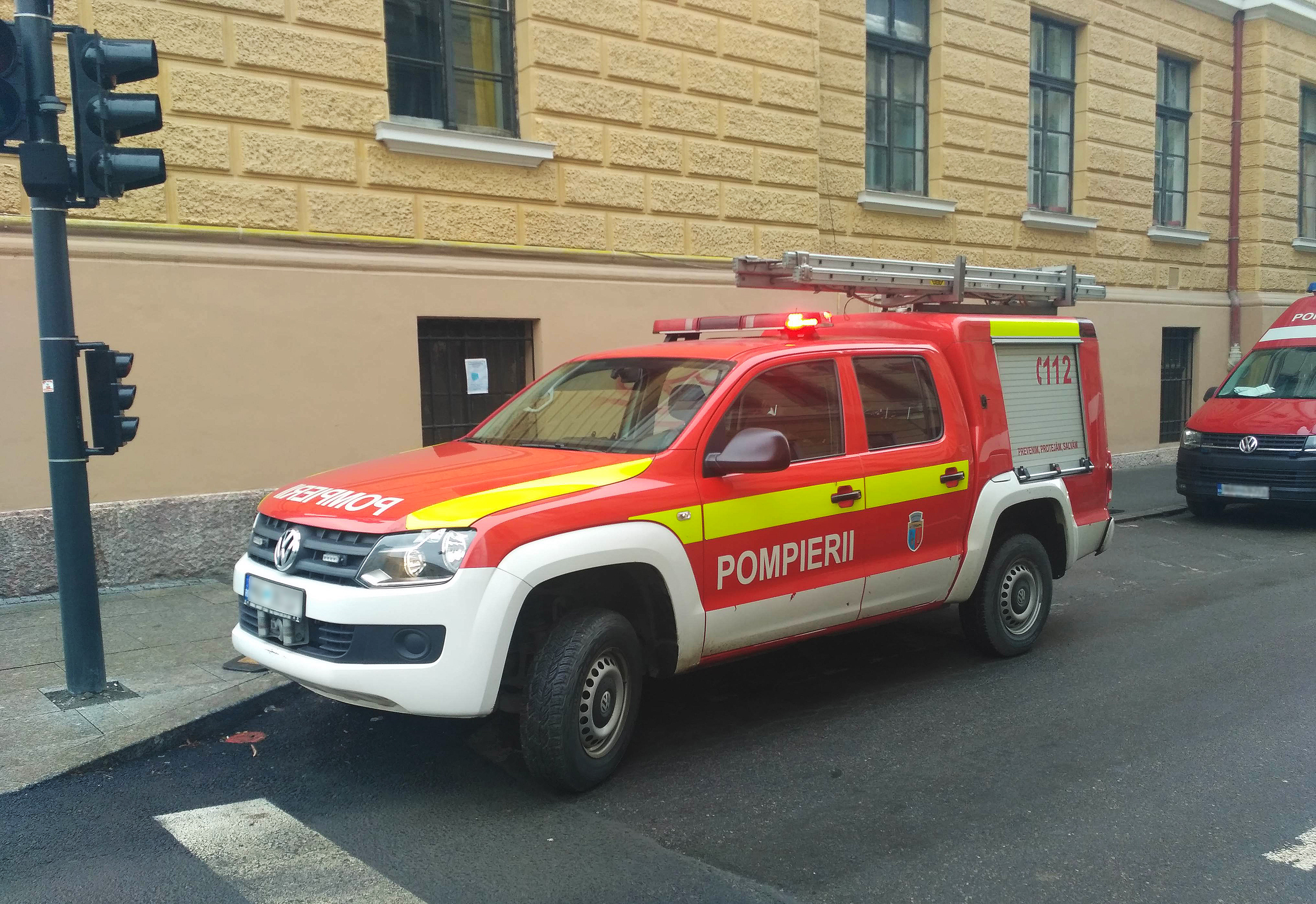
Autospeciala pentru prima interventie si comanda Detașamentul de Pompieri Cluj-Napoca

Subunitățile de pompieri au în dotare autospeciale pentru intervenții la incendii și utilaje de intervenție, de descarcerare și acordare a primului ajutor, echipamente și aparatură de transmisiuni, gestionare apeluri de urgenta, precum și mijloace de transport, substanțe și alte materiale tehnice specifice, necesare în vederea îndeplinirii atribuțiilor prevazute de lege.